# Marieke Westerhof
Marieke Aleida Westerhof nekdanja nizozemska veslačica, * 14. avgust 1974, Denekamp, Overijssel.
Na Poletnih olimpijskih igrah leta 2000 v Sydneyju je z nizozemskim osmercem osvojila srebrno olimpijsko medaljo. Na predhodni Olimpijadi v Atlanti je z osmercem osvojila šesto mesto. 